# Dolmen de Busnela

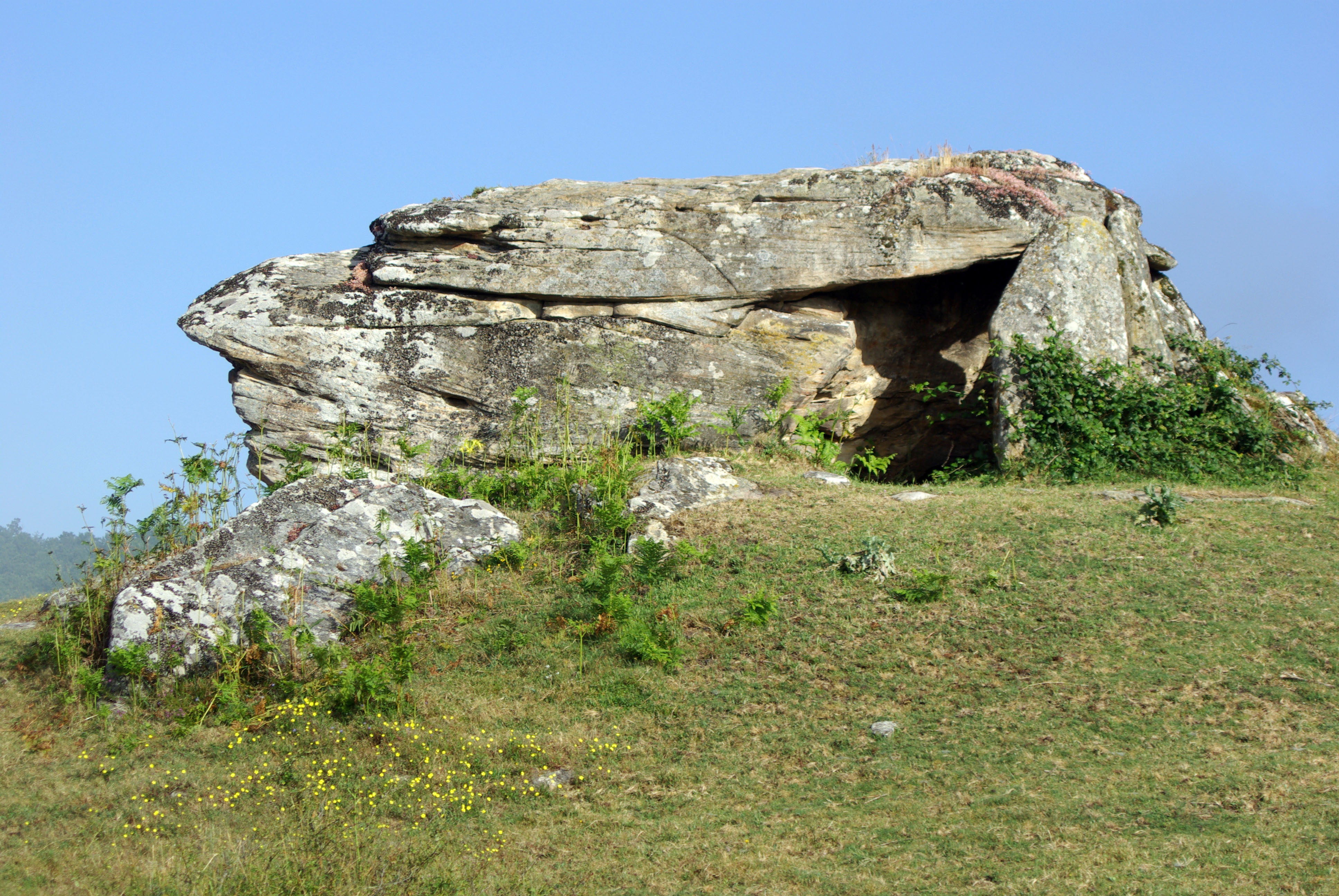
Dolmen de Busnela

El dolmen de Busnela es una formación pétrea situada al sur de la localidad burgalesa de Busnela, en un alto en la margen izquierda del río Nela (Castilla y León, España). Su estructura recuerda a la de un dolmen, aunque no hay evidencia que pruebe que sea tal.

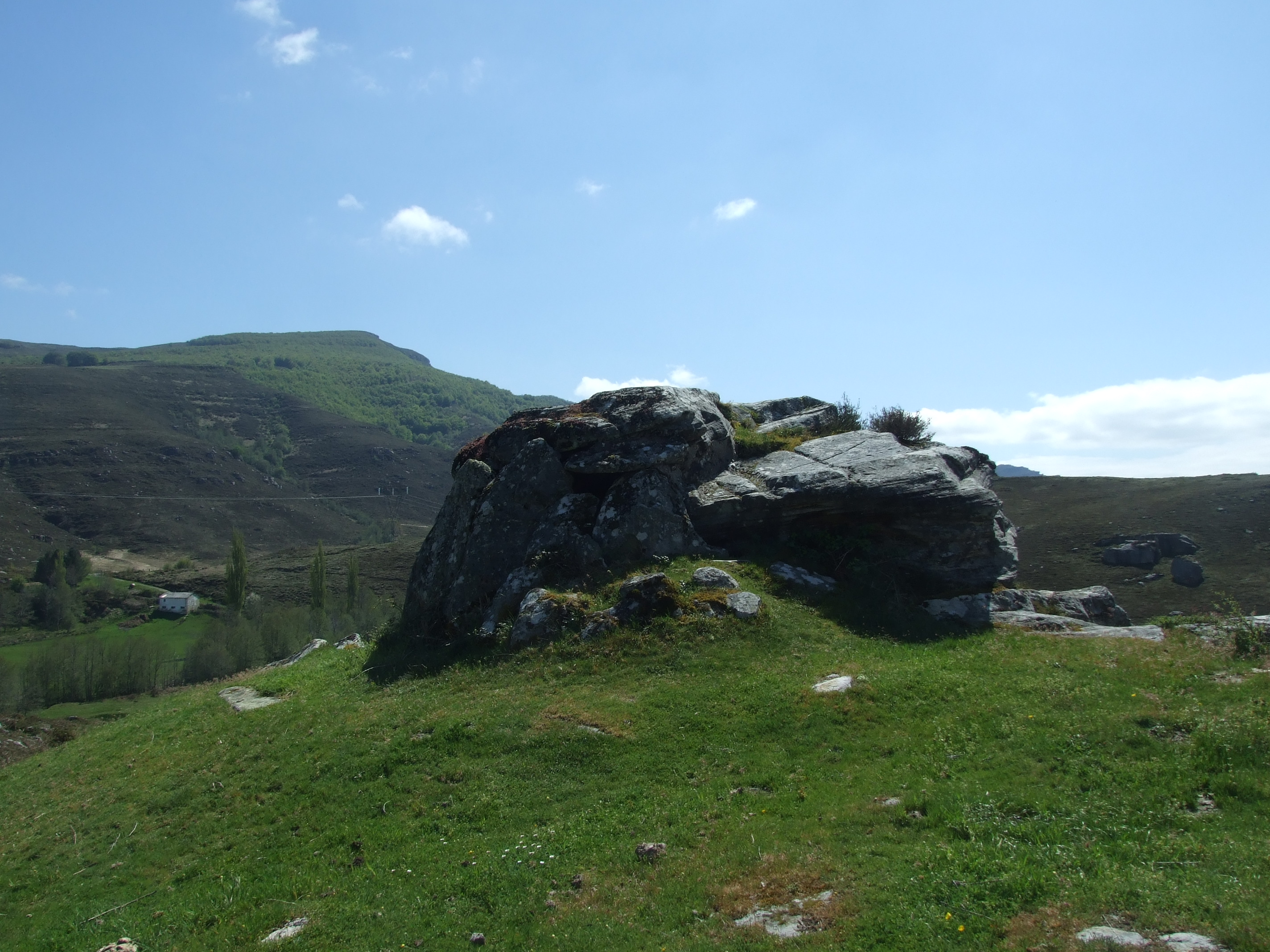
Dolmen de Busnela en 2013.

Aprovecha una gran roca que hace de pared y techo, apoyada en siete grandes losas verticales de roca arenisca. La longitud de su eje mayor es de unos 7 m y su altura alcanza los 2,3 m. Aunque se ha considerado popularmente como un auténtico dolmen, su uso como cámara funeraria es puesta en duda por la falta de un túmulo que la protegiera.
Para llegar a él desde Santelices, en la carretera que une Espinosa de los Monteros con Soncillo, se toma la carretera hacia el Noroeste que conduce a Busnela. Poco después de pasar el cruce hacia Ahedo de las Pueblas se encuentra el dolmen a la izquierda (Oeste) de la carretera.